# British Gazette

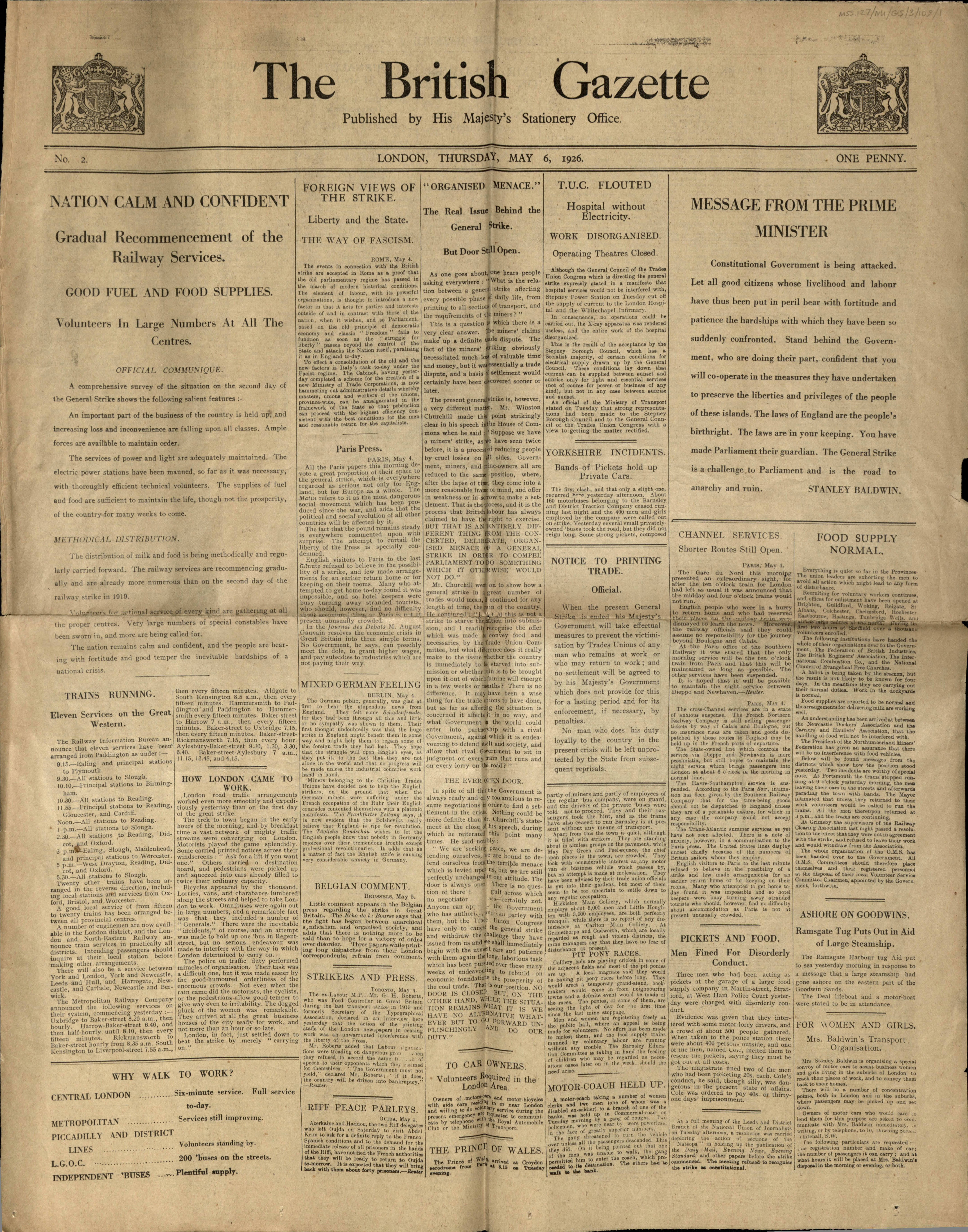
The British Gazette No 2

Le British Gazette est un journal britannique éphémère, publié par le gouvernement durant la grève générale de 1926 au Royaume-Uni.